# 富斯 (加利福尼亞州)
富赫斯（英語：Fuchs）是位於美國加利福尼亞州卡拉韋拉斯縣的一個非建制地區。該地的面積和人口皆未知。

## 地理
富赫斯的座標為37°20′51″N 120°27′22″W / 37.34750°N 120.45611°W，而該地的平均海拔高度為752米（即2467英尺）。